# Мадхава Гхош
Ма́дхава Гхош (IAST: Mādhava Ghoṣa) — индуистский кришнаитский святой, живший в XV—XVI веке в Бенгалии. Мадхава Гхош и двое его братьев, Васудева и Говинда, были близкими спутниками Чайтаньи и Нитьянанды. Они известны тем, что совершали мелодичные киртаны и использовали свою музыку и песни для проповеди в Бенгалии. Описывается, что когда бы они ни пели, Чайтанья и Нитьянанда тут же начинали танцевать в духовном экстазе. Каждый год они приходили на Ратха-ятру в Пури, где вели одну из семи групп организованного Чайтаньей киртана. Тони Стюарт отмечает, что Мадхава был учеником Чайтаньи, но в более поздних источниках упоминается в числе последователей Нитьянанды. Мадхава получил известность как талантливый певец, но написал меньшее число бхаджанов, чем его выдающийся брат Васудева.